# Volksfront voor de Bevrijding van Palestina - Algemeen Commando

Vlag van PFLP-GC

Het Volksfront voor de Bevrijding van Palestina - Algemeen Commando (Engels: Popular Front for the Liberation of Palestine – General Command, Arabisch:الجبهة الشعبية لتحرير فلسطين - القيادة العامة , PFLP-GC) is een kleine Palestijnse nationalistische organisatie. De organisatie is opgericht in 1968 door Ahmed Jibril als een splitsing van het Volksfront voor de Bevrijding van Palestina (PFLP).
In de jaren zeventig en tachtig opereerde deze organisatie vanuit het zuiden van Libanon, dat in die jaren door Syrië was bezet. Het pleegde onder andere de aanslag op de schoolbus te Avivim in 1970, het bombardement van Swissair Vlucht 330 in 1970 en het bloedbad van Kirjat Sjmona in 1974. Vanaf de jaren tachtig was het Volksfront nauwelijks actief.
In de Syrische Burgeroorlog vecht de organisatie mee aan de zijde van president Bashar al-Assad.
Op 7 juli 2021 meldde Damascus de dood op 83-jarige leeftijd van Ahmed Jibril. Uit het rouwtelegram van de Palestijnse leider Mahmoud Abbas valt op te maken, dat Talal Naji is aangewezen als opvolger. De organisatie staat zowel op de Amerikaanse, Israëlische, Canadese als de Europese terreurlijst.
Democratisch Front voor de Bevrijding van Palestina (DFLP) · Fatah · Hamas · Palestijnse Democratische Unie (FIDA) · Palestijns Nationaal Initiatief (PNI) · Palestijnse Volkspartij (PPP) · Palestijns Volksgevechtsfront (PPSF/PSF) · Volksfront voor de Bevrijding van Palestina (PFLP) · Volksfront voor de Bevrijding van Palestina - Algemeen Commando (PFLP-GC) · De Toekomst · Derde Weg Partij · As-Sa'iqa · Arabisch Bevrijdingsfront